# Daemokjang

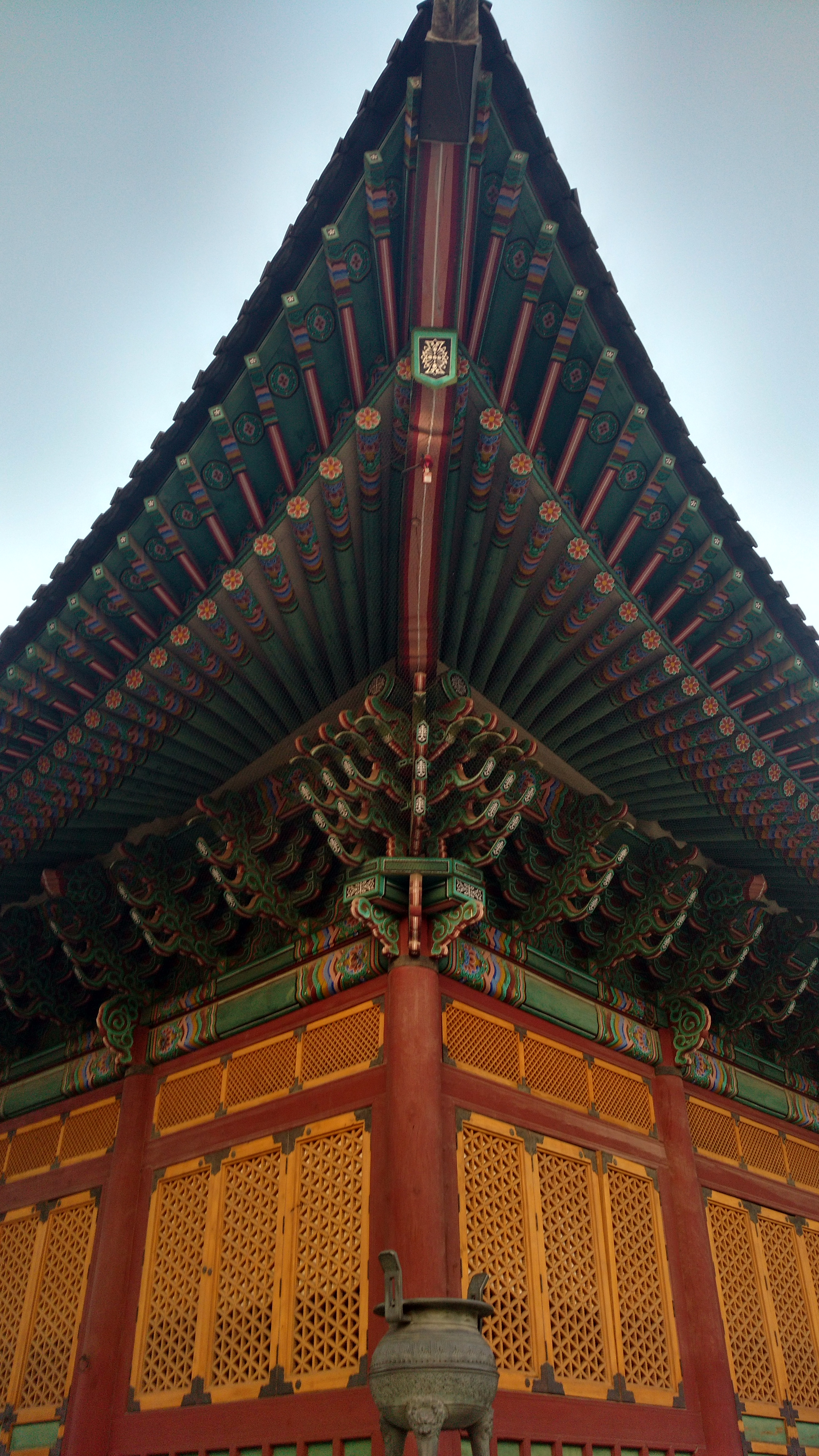
O trabalho de um Daemokjang

Daemokjang ( hangul: 대목장  ; alternativamente Daimokjang ) é um estilo de arquitetura tradicional coreana de madeira e um termo para os artesãos marceneiros que o criam. A palavra significa literalmente carpinteiro . Mokjang significa marceneiro e é dividida em Somokjang ( lit. marceneiro menor) e Daemokjang ( lit. marceneiro maior). Somokjang que faz pequenos objetos de madeira são marceneiros ; Daemokjang que constrói edifícios de madeira são denominados por carpinteiros. Daemokjang abrange todo o campo da marcenaria e todo o processo de construção.
Sobre as pedras fundamentais, os pilares eram erguidos. Existem vários estilos de pilares, à semelhança das ordens arquitetónicas, para projetar e construir. A fixação dos pilares às pedras fundamentais exigia marcação e delicado cinzelamento. A colunatas apresentavam pilares mais altos nas extremidades do que no meio, evitando assim que as extremidades pareçam caídas (entasis lateral).

A viga principal era feita à medida para se ajustar aos pilares e, em seguida, assente neles. Os suportes ornamentais conectam os pilares à viga principal. As vigas na arquitrave eram colocadas sobre os pilares e terças eram colocadas sobre as vigas. As terças da cumeeira eram colocadas acima das vigas principais. Os caibros sobre as terças sustentam o peso das vigas. Tudo isso era feito com um plano para que o telhado se curve graciosa e naturalmente, portanto, era utilizada madeira empenada como opção mais comum para as vigas. As vigas são numeradas e dispostas da menos empenada para a mais empenada, revelando a curvatura natural dos beirais. As vigas suspensas são aquelas localizadas nos cantos dos beirais e definem o padrão da curva. É aqui que se concentra a maior parte da energia do design do Daemokjang. Após a conclusão do telhado, era feita uma placa documentando o Daemokjang, os carpinteiros e a data em que os pilares eram erguidos. A placa é colocada sob a tábua do topo do telhado.
Os construtores Daemokjang adquiriam habilidades por meio da educação e da prática. Os Daemokjang eram tratados com grande prestígio e recebiam ofertas de cargos governamentais. O "Método e Teorema Arquitetónico Daemokjang" teve origem na Coreia durante a Dinastia Joseon . No entanto, no final dessa dinastia (no século XVIII), o termo caiu em desuso. Por sua vez, os seus sobrenomes mudaram para 'Fiansu', e outros artesãos ficaram conhecidos como 'Dofiansu'. O seu trabalho era ensinar e supervisionar a construção de prédios governamentais e templos.